# Mandát (diplomatika)
Mandát znamená v diplomatice písemnost, jíž se uděluje rozkaz či nařízení podřízeným osobám a institucím. Je proto nejvíce využívána ve správních záležitostech. Na rozdíl od listiny je časová platnost mandátů omezená a po splnění daného příkazu zaniká. Poté jsou takové mandáty již bezcenné, proto byly v minulosti likvidovány. To je také důvod, proč se jich dochovalo jen málo.
Proti listinám měly mandáty jednodušší úpravu. Již od 14. století byl k jejich vyhotovení užíván místo slavnostnějšího pergamenu papír. Od 15. století se mandáty také tiskly, aby mohly být snáze distribuovány více příjemcům.
Mandáty se dělily na otevřené (litterae patentes) – později patenty – a uzavřené (litterae clausae). Papežská kurie rozlišovala mandáty, doručované osobě, jež je měla vykonat (littera cum filo canapis), a mandáty vydávané osobě, jež z nich měla mít prospěch a jež se jimi vykázala před příslušným výkonným orgánem (littera cum filo serico). Otevřené (veřejné) mandáty a patenty se později tiskly a byly nejběžnějším způsobem rozhodování a vládnutí.